# Granmakathryn
Granmakathryn er et dansk, upcomming, indie-surf-rock band. Granmakathryn består af 3 unge mænd, hvis identitet er ukendt.
Gruppen har endnu ikke udgivet noget, bortset fra singlen "The Lumpsucker" som er udgivet virtuelt på bandets MySpace side.

## Medlemmer
- "Don Kippers" (guitar)
- "Marv Halfkinson" (bas)
- "Johnny Inkasso" (trommer)